# Dagblad Suriname
Dagblad Suriname – jeden z wiodących dzienników w Surinamie. Jest publikowana w języku niderlandzkim w stolicy Surinamu Paramaribo. Dagblad Suriname została po raz pierwszy opublikowana w roku 2002 i jest częścią Fa FaFam Publishing N.V. Gazeta jest opisywana jako centrowo-lewicowa.